# Max Q (Band)

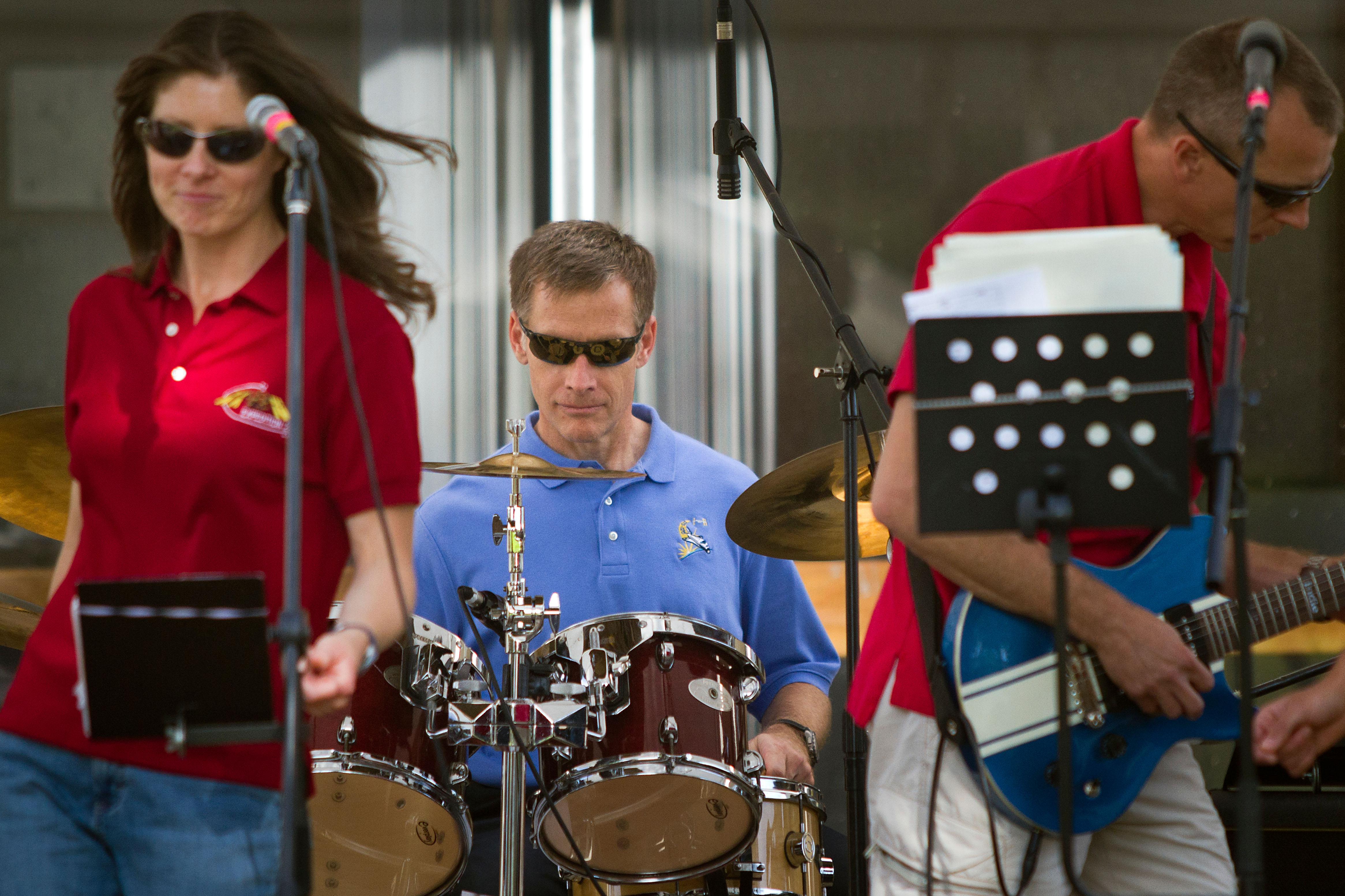
Auftritt von Max Q: Sängerin Tracy „TC“ Caldwell-Dyson, Schlagzeuger Chris Ferguson und Gitarrist Drew Feustel (2011)

Max Q ist eine Rockband aus Houston, Texas, deren Mitglieder alle aktive Astronauten der NASA sind.

## Geschichte
Die Band wurde 1987 von Robert Gibson, George Nelson und Brewster Shaw gegründet. Der Name Max Q ist ein technischer Begriff aus der Raumfahrt, der den Punkt maximaler Belastung beim Start bezeichnet. Laut Gibson mache die Band wie das Space Shuttle „viel Krach und wenig Musik“.
Bislang gibt es keine offiziellen Veröffentlichungen der Band, die vorwiegend bei Festivitäten von NASA-Zentren und bei Veranstaltungen im NASA-Umfeld wie kleineren Partys, Hochzeiten und Wohltätigkeitsveranstaltungen auftritt.

## Besetzung
Die Besetzung der Band wechselt ständig, da sie nur aus aktiven Astronauten besteht.

### Aktuelle Mitglieder (Auswahl)
- Ricky Arnold – Gitarre
- Tracy „TC“ Caldwell-Dyson – Sängerin
- Drew Feustel – Gitarre

### Frühere Mitglieder (Auswahl)
- Carl Walz – Sänger
- Jim Wetherbee – Schlagzeug
- Susan Helms – Keyboard
- Robert „Hoot“ Gibson – Gitarre
- Pierre Thuot – Bass
- George „Pinky“ Nelson
- Brewster Shaw
- Kevin Chilton – Gitarre
- Kevin Ford – Schlagzeug
- Chris Ferguson – Schlagzeug
- Chris Hadfield – Bassgitarre
- Greg „Box“ Johnson – Keyboard
- Dottie Metcalf-Lindenburger – Sängerin
- Stephen „Stevie Ray“ Robinson – Gitarre
- Ken „Taco“ Cockrell – Keyboard
- Dan Burbank – Gitarre